# جون تشارلز نجي
جون تشارلز نجي (بالإنجليزية: John Charles Njie)‏ هو ممثل غامبي.

## المسيرة المهنيّة
ظهر جون تشارلز نجي لأول مرة في السينما عام 2011 حينما شارك في بطولة فيلم مرآة الصبيّ (بالإنجليزية: The Mirror Boy)‏ الذي صدر عبر نتفليكس. رُشِّحَ الممثل الغامبي عام 2013 للمنافسة على فئة أفضل ممثل في نوليود (بالإنجليزية: the Best Actor for the Nollywood)‏ وفئة اختيار الناس في أفريقيا (بالإنجليزية: Africa People Choice)‏ في حفل توزيع جوائز أكاديمية الأفلام الأفريقية عن فيلمه يدُ القدر (بالإنجليزية: Hand of Fate)‏.

## قائمة أعماله
هذه قائمةٌ بأبرز أعمال الممثل جون تشارلز نجي:
| السنة | العنوان           | العنوان الأصلي | الدور        | النوع      |
| ----- | ----------------- | -------------- | ------------ | ---------- |
| 2011  | صبي المرآة (فيلم) | The Mirror Boy | سامبا        | فيلم روائي |
| 2013  | يد القدر (فيلم)   | Hand of fate   | مومودو توراي | فيلم روائي |
| 2014  | ساراتا            | Sarata         | السيد كامارا | فيلم روائي |